# James Iredell

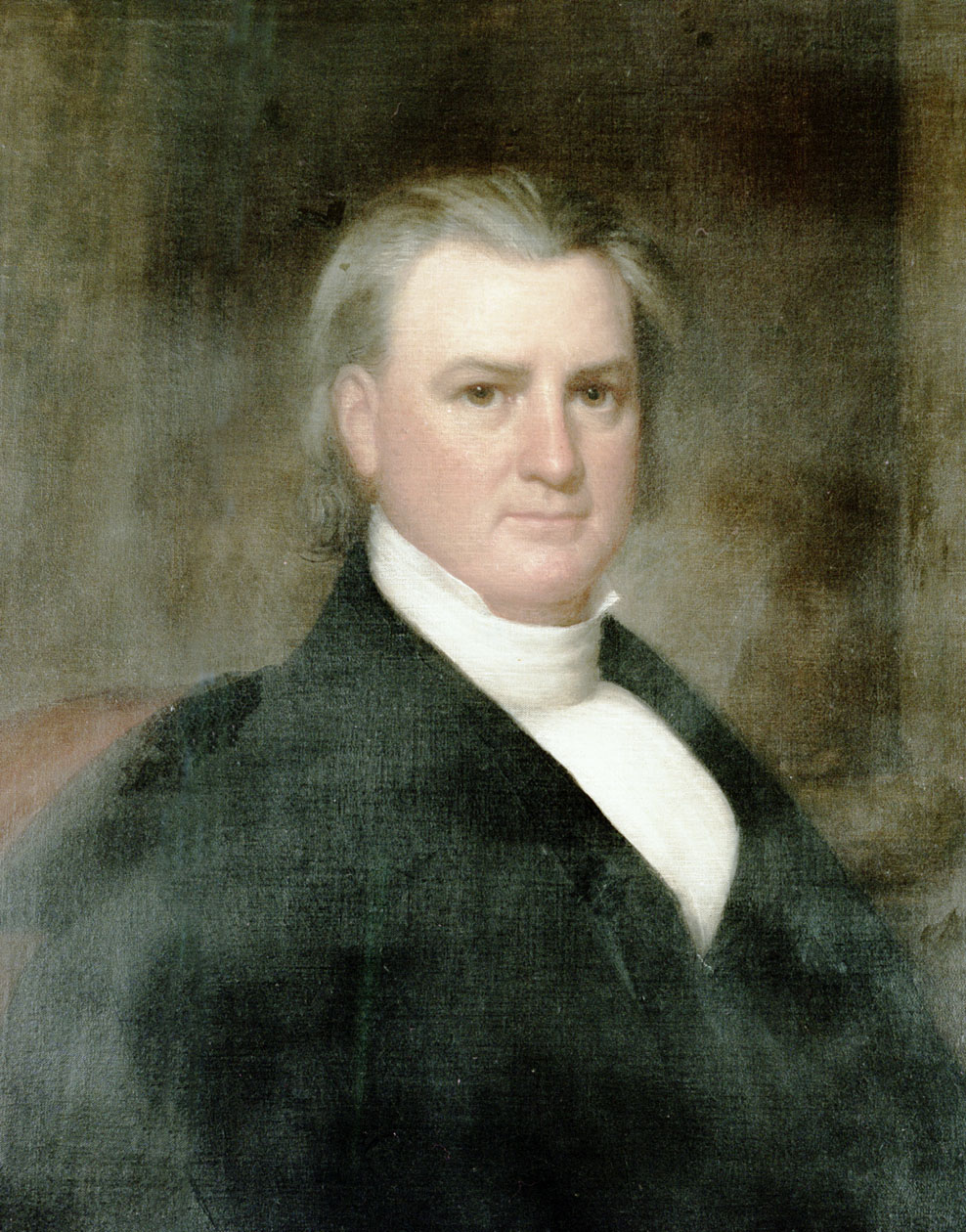
James Iredell

James Iredell, Jr (* 2. November 1788 in Chowan County, North Carolina; † 13. April 1853 ebenda) war ein amerikanischer Politiker und 23. Gouverneur von North Carolina. 

## Frühe Jahre und politischer Aufstieg
James Iredells gleichnamiger Vater war einer der ersten Richter am Obersten Gerichtshof der Vereinigten Staaten, starb aber schon 1799. Der Sohn wurde daraufhin von seinem Onkel, dem früheren Gouverneur Samuel Johnston, aufgezogen. Iredell besuchte die Edenton Academy und das College von New Jersey, die spätere Princeton University. Nach einem Jurastudium und seiner Zulassung als Anwalt eröffnete er in Edenton eine Anwaltskanzlei. Im Britisch-Amerikanischen Krieg war er Hauptmann (Captain) einer Einheit, die Norfolk in Virginia gegen die Briten verteidigte.
Nach seinem Militärdienst ging Iredell in die Politik. Im Jahr 1813 wurde er erstmals in das Abgeordnetenhaus von North Carolina gewählt. Nach einer politischen Auszeit in den Jahren 1814 bis 1815 kehrte er 1816 in das Parlament zurück und blieb bis 1828 Abgeordneter. Ab 1817 war er gleichzeitig Präsident des Hauses (Speaker), 1819 war er zudem Richter am Oberlandesgericht (Superior Court).

## Gouverneur von North Carolina und US-Senator
Im Dezember 1827 wurde er vom Abgeordnetenhaus als Nachfolger von Hutchins Gordon Burton zum Gouverneur gewählt. Iredell wurde nur für eine einjährige Amtszeit gewählt. Am 8. Dezember 1827 trat er sein neues Amt an. Er setzte sich für den Ausbau der Infrastruktur ein. Ein besonderer Schwerpunkt war hierbei das Transportwesen. Am Vorabend des Eisenbahnzeitalters unterstützte er den Bau einer Versuchsstrecke von Campbellton nach Fayetteville. Das war eine Antwort auf die damals ins Gespräch gebrachte Version einer von Pferden gezogenen Eisenbahn. Darüber hinaus setzte er sich für einen weiteren Ausbau des Bildungssystems ein.
Nach seiner Zeit als Gouverneur von North Carolina wurde er als Anhänger von Andrew Jackson in den US-Senat gewählt. Dort amtierte er von 1828 bis 1831. In den Jahren 1836 und 1837 gehörte er zu einer Kommission, die die Gesetze von North Carolina überarbeitete. Sein letztes öffentliches Amt hatte er als Protokollführer am Obersten Gerichtshof von North Carolina (Supreme Court). James Iredell starb im April 1853. Er war mit Frances Johnston Treadwell verheiratet, mit der er neun Kinder hatte.